# 約瑟·斯庫林
約瑟·依撒格·斯庫林，PJG（英語：Joseph Isaac Schooling，1995年6月16日—），新加坡歐亞裔男子游泳運動員，擁有土生葡人、馬來西亞華人與英國血統。他的妈妈是马来西亚华人与新加坡永久居民，他的曾祖父是英国军官，曾祖母则是土生葡人。他於2016年里約奧運会在100公尺蝶式項目以50.39秒擊敗奧運金牌與獎牌數紀錄保持人麥可·菲爾普斯而獲得金牌，这是新加坡運動史上的首枚奥运会金牌以及新加坡首枚奥运会游泳赛事奖牌。他于2024年4月2日宣布退役。

## 經歷

### 運動資歷
他在2011年東南亞運動會獲得200公尺蝶式金牌。2012年，他在美國博思学校學習游泳。他就读于德克薩斯大學。2013年，他获得德克薩斯大學的奖学金，接受名帅里斯的指导。但当年年满18岁的他同时也迎来了新加坡为期两年的国民服役。为了不影响他备战2016年夏季奧林匹克運动会，新加坡体育部为他争取延后3年服役，这个决定成为本届奥运新加坡创造历史的关键。
他成為第一個贏得英聯邦運動會游泳金牌的新加坡游泳運動員。
2014年仁川2014年亚洲运动会，他以51.76秒夺得男子100公尺蝶式金牌，成为新加坡自1982年后首位在亚运会夺得金牌的男子选手。此外，他也在同届比赛中获得50公尺蝶泳亚军和200公尺蝶泳季军。
2016年里約奧運会上以50.39秒赢得100公尺蝶式金牌。这是新加坡获得的首枚奥运会金牌，以及新加坡首枚奥运会游泳赛事奖牌。